# Gjorge Ivanov
Dr. Gjorge Ivanov (în macedoneană Ѓорге Иванов, n. 2 mai 1960, Valandovo, RSF Iugoslavia) a fost președintele Republicii Macedonia.

## Originea
Ivanov s-a născut în Valandovo, un oraș din sud-estul Republicii Macedonia. Și-a terminat studiile primare și liceeale în orașul său natal. A locuit în Valandovo până la vârsta de 27 de ani, când s-a mutat în capitala macedoneană Skopje, care a fost rezidența lui permanentă începând de atunci.
Până în 1990 a fost activist în Liga Tineretului Socialist din Iugoslavia și un membru al ultimei președinții a organizației, unde a lucrat la reformarea sistemului politic și promovarea pluralității politice și a economiei libere.

## Campania electorală și alegerea
Pe 25 ianuarie 2009, cel mai puternic partid din parlamentul Macedonean, VMRO-DPMNE, l-a desemnat pe Ivanov candidatul la președinția Macedoniei din partea acestei formațiuni. 1,016 delegați ai partidului au votat pentru candidatura lui la convenția partidului. Deși a fost propus candidat de către VMRO-DPMNE, el nu este membru al partidului.
În timpul campaniei sale, Ivanov anunța că dacă va fi ales președinte, va "insista asupra unei întâlniri între Președintele Republicii Macedonia și Președintele Republicii Grecia" și că una din cele mai importante priorități va fi rezolvarea conflictului legat de numele țării cu Grecia.
În primul tur de scrutin al alegerilor din 2009, 343,374 (35.06%) din cetățenii Republicii Macedonia au votat pentru Ivanov, al 2-lea fiind candidatul Social Democraților, Ljubomir Frčkoski, cu 20.45% din vot.
Ivanov a câștigat în al 2-lea tur prezidențial cu 453,616 voturi; candidatul din partea opoziției Ljubomir Frčkoski a primit 264,828 voturi.
La o zi după ce a fost ales, Ivanov și-a reafirmat intenția de a organiza o întâlnire cu președintele Greciei, Karolos Papoulias. A adâugat că își va oficializa invitația imediat după asumarea funcției. După o întâlnire cu președintele Uniunii Democrate pentru Integrare, Ali Ahmeti, Ivanov a anunțat că va include și intelectuali albanezi în cabinetul său prezidențial.
Pe 16 aprilie, Ivanov într-o ceremonie, a primit certificatul prezidențial din partea Comisiei Electorale.

## Învestirea
Ivanov și-a asumat funcția pe 12 mai 2009, succedând-ul pe Branko Crvenkovski. Acesta și-a ținut discursul de învestire în Parlamentul macedonean și și-a făcut publice prioritățiile - Integrarea în UE și OTAN, recuperare economică, stabilitate internă, relații inter-etnice și bune relații cu țările vecine, în special Grecia.
La ceremonia de învestire au participat Crvenkovski, primul ministru Nikola Gruevski, primul președinte al Macedoniei independente, Kiro Gligorov, oficiali militari, lideri ai comunităților religioase din Macedonia și ambasadorii străini din țară.
De asemenea, patru șefi de stat străini au fost prezenți - președintele Croației Stjepan Mesić, președintele Serbiei Boris Tadić, președintele din Muntenegru Filip Vujanović și președintele Albaniei Bamir Topi. Mai târziu, Ivanov a discutat cu cei patru președinți.

## Președintele Macedoniei
În ziua în care Ivanov a devenit în mod oficial președinte al Macedoniei, acesta i-a trimis o scrisoare președintelui Statelor Unite Barack Obama în care subliniază intenția Macedoniei de a se alâtura OTAN și UE și de a găsi o "soluție acceptabilă" la disputa cu țara vecină, Grecia. De asemenea i-a mulțumit lui Obama pentru cuvintele sale de suport la summit-ul OTAN din 2009.
La o zi după inaugurare, Ivanov împreună cu prim-ministrul Gruevski au mers la Bruxelles pentru a se întâlni cu oficiali din partea Uniunii Europene și OTAN.

## Viața personală
Ivanov este căsătorit cu Maja Ivanova. Împreună, ei au un fiu numit Ivan.

## Publicații
- Цивилно општество (Societatea Civilă)
- Демократијата во поделените општества: македонскиот модел (Democrația în societățile divizate: Modelul Macedonian)
- Современи политички теории (Teorii politice curente)
- Политички теории - Антика (Teorii Politice - Antichitate)